# Lane Evans

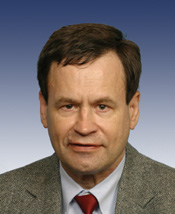
Lane Evans

Lane Allen Evans (* 4. August 1951 in Rock Island, Illinois; † 5. November 2014 in East Moline, Illinois) war ein US-amerikanischer Politiker. Zwischen 1983 und 2007 vertrat er den Bundesstaat Illinois im US-Repräsentantenhaus.

## Werdegang
Lane Evans besuchte die Sacred Heart School und danach bis 1969 die Alleman High School in Rock Island. In den Jahren 1969 bis 1971 diente er während des Vietnamkrieges im Marine Corps. Dabei war er in Okinawa stationiert. Nach seiner Militärzeit setzte er seine Ausbildung bis 1974 am Augustana College in Rock Island fort. Nach einem Jurastudium an der Georgetown University in Washington, D.C. und seiner 1977 erfolgten Zulassung als Rechtsanwalt begann er in diesem Beruf zu arbeiten. Gleichzeitig schlug er als Mitglied der Demokratischen Partei eine politische Laufbahn ein.
Bei den Kongresswahlen des Jahres 1982 wurde Evans im 17. Wahlbezirk von Illinois in das US-Repräsentantenhaus in Washington gewählt, wo er am 3. Januar 1983 die Nachfolge von George M. O’Brien antrat. Nach elf Wiederwahlen konnte er bis zum 3. Januar 2007 zwölf Legislaturperioden im Kongress absolvieren. In seine Zeit als Kongressabgeordneter fielen die Terroranschläge am 11. September 2001, der Irakkrieg und der Militäreinsatz in Afghanistan. Evans galt als sehr liberaler Kongressabgeordneter. Er kam zwischenzeitlich in die Schlagzeilen wegen unklarer Wahlkampffinanzierungen. 2005 zahlte sein Wahlkampfkomitee 185.000 Dollar Bußgeld; ein Schuldeingeständnis war damit aber nicht verbunden.
Im Jahr 2006 verzichtete er auf eine erneute Kandidatur, was auch mit der bei ihm diagnostizierten Parkinson-Krankheit zusammenhing.